# 北条浩
北条 浩（ほうじょう ひろし、1923年〈大正12年〉7月11日 - 1981年〈昭和56年〉7月18日）は、日本の海軍軍人、政治家、宗教家。公明党所属の参議院議員（1期、1965年 - 1971年）、第4代創価学会会長。
前任会長の池田大作が執筆した小説『人間革命』の登場人物「十条潔」のモデルとなる。

## 来歴

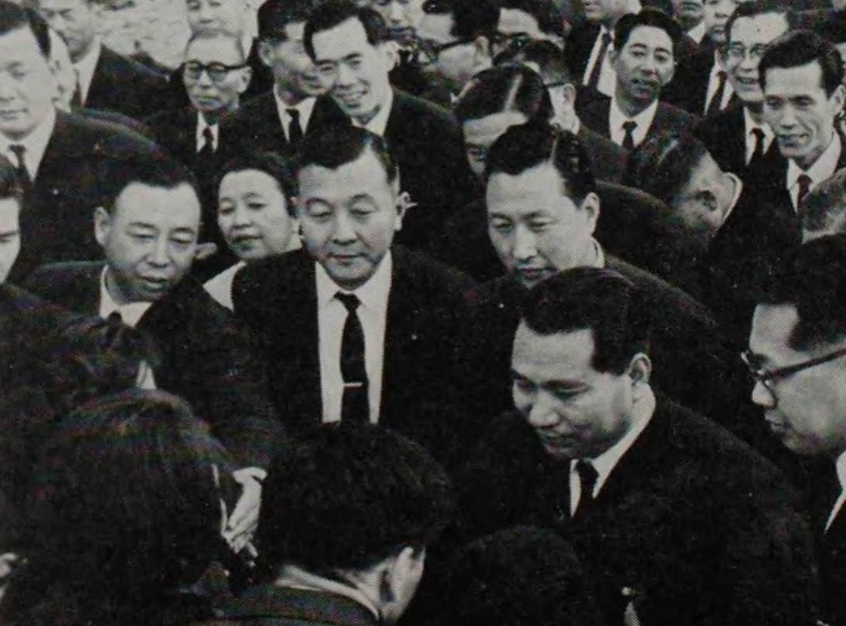
創価学会会員と語る池田大作。それを取り囲む創価学会幹部、北条浩、竹入義勝ら。大石寺の参道にて。

神奈川県三浦郡葉山町生まれ。北条釐三郎の長男として生まれる。先祖は、後北条氏河内狭山藩初代藩主の北条氏盛（後北条氏第3代北条氏康の孫の一人）であり、その嫡流にあたる。男系では伊達政宗の子孫にあたる。
学習院中等科卒業。学習院時代の同窓に、作家の三島由紀夫がいる。海軍兵学校を第73期生で卒業後、海軍中尉として終戦を迎える。
1947年（昭和22年）11月28日、公職追放の仮指定を受ける。
日蓮正宗法華講から創価学会に移籍後、1951年（昭和26年）10月、男子部第2部隊長を振り出しに、主任参謀、副理事長、副会長、理事長などを歴任。
1964年（昭和39年）11月17日、公明党結成に参加し、公明党副委員長に就任する。同年12月、公明党書記長に就任する。1965年（昭和40年）7月4日、第7回参議院議員通常選挙に、公明党公認候補として東京選挙区から立候補し、初当選。参議院議員を1期務めた後、政界からは退く。
1970年（昭和45年）、秋谷栄之助、森田一哉と共に副会長に就任。
1974年（昭和49年）、理事長に就任。
1979年（昭和54年）4月24日、池田大作会長の退任に伴い、第4代会長に就任。
1981年（昭和56年）7月18日、入浴中に心筋梗塞を起こし、急死。享年59。後任の会長には秋谷栄之助副会長が昇格。

## 宮本顕治宅盗聴事件
北条の死後の1985年、宮本共産党委員長宅盗聴事件について、東京地方裁判所は、宮本顕治の訴えを認め、北条を含めた当時の創価学会上層部と創価班幹部が盗聴に関与したとする判決を下し、確定した。この盗聴事件は後に同事件を根拠に創価学会を恐喝し、実刑判決を受けた創価学会の元顧問弁護士山崎正友が主導したもの。後に山崎は機関紙である創価新報の記述が名誉毀損に当たるとして学会を民事で訴えるが、山崎の死去から約1か月後の2009年（平成21年）1月28日、東京地方裁判所は判決で盗聴事件は山崎の独断で行われたと認定し、訴えを退けた。これによって、北条や学会幹部の関与を認定した1985年の判決は事実上破棄された。

## 親族
- 父：北条釐三郎
- 叔父：北条雋八（元参議院議員、後北条家14代当主）
- 弟：北条尚（後北条家15代当主）
- 甥：北条伸作
- 姪： 北条美千子 ,北条晴美

## 役職歴
- 公明党副委員長、書記長（公明党）
- 男子部第2部隊長、副理事長、副会長、理事長、第4代会長（創価学会）
- 法華講大講頭（日蓮正宗）